# Paul Herijgers
Paul Herijgers (Herentals, 22 de noviembre de 1962) es un deportista belga que compitió en ciclismo de montaña y ciclocrós.
Ganó una medalla de oro en el Campeonato Mundial de Ciclocrós de 1994 y una medalla de bronce en el Campeonato Europeo de Ciclismo de Montaña de 1992, en la prueba de descenso.

## Medallero internacional
| Campeonato Mundial | Campeonato Mundial | Campeonato Mundial | Campeonato Mundial |
| Año                | Lugar              | Medalla            | Competición        |
| ------------------ | ------------------ | ------------------ | ------------------ |
| 1994               | Koksijde (Bélgica) | Medalla de oro     | Individual         |

| Campeonato Europeo | Campeonato Europeo   | Campeonato Europeo | Campeonato Europeo |
| Año                | Lugar                | Medalla            | Competición        |
| ------------------ | -------------------- | ------------------ | ------------------ |
| 1992               | Möllbrücke (Austria) | Medalla de bronce  | Descenso           |

## Palmarés

### Ciclocrós
1993
- Campeón de Bélgica de Ciclocrós
- Ciclocross de Igorre

1994
- Campeonato Mundial de Ciclocrós
- Copa del Mundo de Ciclocrós

1996
- 2.º en el Campeonato de Bélgica de Ciclocrós

1997
- Campeón de Bélgica de Ciclocrós

### Ciclismo de montaña
1990
- Campeón de Bélgica de Ciclismo de Montaña

1991
- Campeón de Bélgica de Ciclismo de Montaña

1992
- 3.º en el Campeonato Europeo de Ciclismo de Montaña en Descenso
- Campeón de Bélgica de Ciclismo de Montaña